# Мелкозерова
Мелкозерова — деревня в Голышмановском городском округе Тюменской области. Входит в состав Среднечирковского сельского поселения.

## География
Деревня находится на берегу реки Емец. Автобусное сообщение, маршрут 835, 842.
Часовой пояс
Деревня, как и вся Тюменская область, находится в часовой зоне МСК+2. Смещение применяемого времени относительно UTC составляет +5:00.

## Население
| 2010 |
| ---- |
| 133  |

1801- 96 человек, 36 - мужчин, 60 - женщин 